# Гайнріх Медеров
Гайнріх Медеров (нім. Heinrich Mederow, 20 вересня 1945) — німецький академічний веслувальник.
Бронзовий призер Олімпійських Ігор 1972 року в складі вісімки.
Чемпіон Європи 1973 року в складі вісімки.